# Dahmer (filme)
Dahmer (bra: Dahmer - Mente Assassina; prt: Dahmer) é um filme de terror produzido nos Estados Unidos em 2002, escrito e dirigido por David Jacobson.

## Sinopse
O filme conta a história do serial killer canibal Jeffrey Dahmer de uma forma não linear, misturando fatos da sua adolescência com cenas de alguns assassinatos praticados por ele.

## Elenco
- Jeremy Renner .... Jeffrey Dahmer
- Bruce Davison .... Lionel Dahmer
- Artel Kayàru .... Rodney
- Matt Newton .... Lance Bell
- Dion Basco .... Khamtay
- Kate Williamson .... Grandma
- Christian Payano .... Letitia
- Tom'ya Bowden .... Shawna
- Sean Blakemore .... Corliss

## Prêmios
- Independent Spirit Award de melhor ator - Jeremy Renner (melhor ator ) (nomeado)[carece de fontes?]
- Independent Spirit Award - Artel Kayàru (melhor revelação) (nomeado)[carece de fontes?]
- John Cassavetes Award - Larry Ratner e David Jacobson (nomeado)[carece de fontes?]